# E2SE Business School
 (mars 2013).
L'E2SE Business School (anciennement École supérieure des services aux entreprises) est une école supérieure privée reconnue par l'État en Normandie qui propose depuis 1998 des formations spécialisées en lien avec les besoins des entreprises régionales et nationales pour former de futurs responsables, managers et entrepreneurs.

## Situation et données chiffrées
L'E2SE Business School possède trois campus au sein de l'agglomération de Caen.
L’ensemble de son parcours de formations, reconnues par l'État en BAC+2, BAC+3 et BAC+5, est accessible à l’alternance (contrat de professionnalisation ou contrat d'apprentissage), en initial (statut étudiant) ou bien à d'autres dispositifs tels que le CPF etc.
E2SE Business School accueille 2 500 étudiants à la rentrée 2024.
| Rentrées | Nombre d'étudiants | % d'alternance | % de réussite |
| -------- | ------------------ | -------------- | ------------- |
| 2016     | 600 apprenants     | 39%            | 89,4%         |
| 2017     | 800 apprenants     | 36%            | 87,2%         |
| 2018     | 1 000 apprenants   | 37%            | 88,2%         |
| 2019     | 1 250 apprenants   | 58%            | 87,2%         |
| 2020     | 1 750 apprenants   | 71%            | 92%           |
| 2021     | 2 500 apprenants   | 80%            | 93%           |
| 2022     | 2 850 apprenants   | 82%            | 90%           |
| 2023     | 2 600 apprenants   | 85%            | 88%           |
| 2024     | 2 500 apprenants   | NC             | NC            |

## Historique
Anciennement, centre de formation Orain Bonasso, fondé le 2 septembre 1991 par ses dirigeants éponyme. L’établissement était qualifié par l'OPQF (Office Professionnel de qualification des Organismes de Formation). Il avait pour mission de préparer en formation continue des diplômes et des qualifications professionnelles, ainsi que d'organiser des stages de perfectionnement dans différents domaines.
Le Centre de formation Orain Bonasso était ouvert aux jeunes en formation en alternance, les salariés et les personnes en congé individuel de formation. Il intervenait également dans des dispositifs financés par l'État ou la région, comme le Programme Ingénieurs et Cadres. L’établissement était situé à Caen, Cherbourg et Versailles.
En 1998, le Centre de formation comptait environ 450 étudiants et 50 collaborateurs, composés de conseillers, formateurs et professionnels. Le nom "Ecole Supérieure des Services" est alors créé et le Centre de formation Orain Bonasso étend son offre de formation.
En 2002, IRFA (Institut régional de formation pour adultes), dont le siège est situé à Damigny, devient propriétaire du centre de formation. En juin 2002, la société "École des Services aux Entreprises" (aujourd'hui  "E2SE Groupe") est alors créée. Cette même année, plusieurs écoles spécialisées (marque), dont l'École de la Banque Assurance (E2SB), l'École d'Informatique (E2SI) et l'École Supérieure des Ressources Humaines (ESRH) sont créées et se positionnent dans leurs domaines respectifs.
En 2009, Stéphane Pebade est nommé directeur de l'École E2SE pour donner un nouveau souffle au Centre de formation Orain Bonasso. Il décide alors de recentrer les actions de l'école sur la réussite aux examens et le développement de partenariats durables avec les entreprises locales et régionales. Pour atteindre cet objectif, l'école a mis l'accent sur l'immersion professionnelle par le stage (statut étudiant) et la formation en alternance (statut salarié).
Cette nouvelle orientation a été accompagnée d'une pédagogie innovante qui propose aux étudiants des concours, animations et outils intégrés aux programmes de formation. À cette époque, l'école a également établi un partenariat avec Grenoble École de management pour proposer des programmes de formation en Bac+3 dans le domaine du management, de la distribution, des achats et des approvisionnements, du service à la personne, du marketing et de la banque. Par la suite, des programmes de formation en Bac+5 ont été proposés.
En 2015, l'E2SE se concentre sur le management et l'entrepreneuriat avec un nouveau nom commercial "E2SE MANAGEMENT" et un nouveau logo qui présente cette baseline, mais également avec une croissance rapide de son nombre d'étudiants : passant de 600 en 2016 à 1750 en 2020, et un nombre de contrats en alternance en hausse, passant de 36% en 2016 à 71% en 2020.
En 2018, un nouveau campus est inauguré près de la Colline aux Oiseaux de Caen, devenant ainsi le nouveau siège de l'école, et l'année d'ouverture de SUP4S, une école spécialisée dans le service à la personne, l'esthétique, la diététique et l'économie sociale et solidaire.
En 2021, l'école E2SE Management prend un nouveau virage en se positionnant comme une "Business School", avec une croissance fulgurante : 2550 étudiants et 80% des étudiants en alternance. En même temps, l'E2SE intègre le Collège de Paris en tant que membre fondateur, un réseau d'écoles à travers la France et l’international. La scission avec le Groupe IRFA est alors réalisée, et l'E2SE Business School et SUP4S fusionnent pour devenir l'E2SE Groupe, toujours dirigé par Stéphane Pebade et présidé par Olivier De Lagarde (Collège de Paris).
En 2021, l’E2SE Business School se hisse comme leader de la formation en alternance en Normandie selon l’Atlas (Atlas de l'alternance en Normandie 2022 sur 2021).
Rentée 2022, le groupe affiche 2850 apprenants, 2 campus de formation, 82 % de contrats en alternance et 90 % de réussite aux examens.
En 2023, le groupe E2SE Business School dévoile ses 14 écoles supérieures spécialisées (marques E2SE Groupe) déclinées sous 14 identités uniques : 
- E2SE Audiovisuel : École supérieure en audiovisuel et cinéma
- E2SE Bancassurance : École supérieure en banque et assurance
- E2SE Communication : École supérieure en sciences de la communication
- E2SE Digital IT : École supérieure en technologies de l'information
- E2SE Esthétique & Mode : École supérieure en esthétique et mode
- E2SE Finance : École supérieure en gestion, finance et administration
- E2SE Immobilier : École supérieure en immobilier, notariat et design d'espace
- E2SE International : École supérieure en international, tourisme et luxe
- E2SE Management Distribution : École supérieure en management, achat, distribution, logistique et supply chain
- E2SE Marketing Vente : École supérieure en marketing et performance commerciale
- E2SE Qualité & Environnement : École supérieure en qualité et développement durable
- E2SE Ressources Humaines : École supérieure en ressources humaines
- E2SE Santé & Social : École supérieure en santé, social et médico-social
- E2SE Sport Business : École supérieure en management du sport

C'est l'occasion également pour l'école d'ouvrir un 3ème campus dans la ville de Colombelles, à quelques kilomètres de ses deux autres campus. Et un 4ème campus au Havre.

## Admission et frais de scolarité
Le processus de sélection des candidats se compose d'un entretien individuel et d'une évaluation du dossier pour les postulants à l'ensemble des formations Bac+2, Bac+3 et Bac+5. Certaines filières nécessitent cependant le passage d'un concours / test d'admission.
Les frais de scolarité appliqués dans cet établissement privé (en statut initial) varient de 4 050 € à 7 000 €.
Selon les témoignages d'apprenants en Bac+3 et Bac+5, le coût annuel se situe davantage dans une fourchette comprise entre 4 500 € et 6 800 €.